# زيرونية
الزيرونية (الاسم العلمي: Xyridaceae) هي فصيلة من النباتات تتبع رتبة القبئيات من طائفة أحاديات الفلقة.

## التصنيف
- الزيروناوات
  - الزيرون